# Спікер Палати представників США
Спікер Палати представників США — головна посадова особа Палати представників Сполучених Штатів Америки, нижньої палати Конгресу США. Ця посада заснована 1789 року Статтею І Конституції США. Спікер є політичним та парламентським лідером Палати представників, а також одночасно її головною посадовою особою та очільником адміністрації Палати. Спікером Палати представників після відставки попереднього спікера Кевіна Маккарті є представник Республіканської партії Майк Джонсон (з 25 жовтня 2023 року).

## Опис посади та історія
Окрім церемоніального лідерства у Палаті представників, спікери виконують різноманітні адміністративні та процедурні обов'язки, як-то призначення членів обраних і конференційних комітетів, затвердження порядку денного, підтримання порядку у Палаті представників, а також адміністративне управління найманим персоналом нижньої палати парламенту.
Традиційно посаду Спікера Палати представників обіймає лідер партії, котра має більшість у палаті. Зважаючи на ролі та обов'язки Спікера Палати представників, він чи вона зазвичай не головує під час парламентських дискусій — натомість цю роль виконують представники лідерства партії більшості; також Спікер не бере регулярної участі в дебатах і голосуваннях.
Попри те, що Конституція формально не вимагає від Спікера Палати представників бути обраним членом цієї інституції, поки що всі спікери в історії Палати представників обиралися з числа її членів. У лінії спадкування президентських повноважень Спікер займає другу позицію — після віцепрезидента і перед Тимчасовим президентом Сенату.
Фактична роль спікерів Палати представників еволюціонувала з часом: тоді як багато ранніх спікерів виконували здебільшого церемоніальні ролі, зараз спікери мають значну фактичну владу над Палатою представників і зокрема своєю фракцією. Спікери Палати представників зазвичай входять до числа лідерів своєї політичної партії та є де-факто лідерами своєї партії у Конгресі, якщо у Сенаті більшість має інша партія.
Першим спікером був Фредерік Муленберг, котрий обіймав цю посаду у 1789—1791 і 1793—1795 роках. Найдовше в історії Палату представників очолював Сем Рейберн: понад 17 років, із двома перервами, у період із 1940 до 1961 року. Станом на 2021 рік 54 члени Палати представників займали пост спікера.
Із 7 січня до 3 жовтня 2023 року посаду Спікера обіймав член Палати представників із Каліфорнії, республіканець Кевін Маккарті, представник Республіканської партії, який замінив на ній представницю Демократичної партії Ненсі Пелосі, котра була спікером із 2019 до 2023 року, а до цього з 2007 до 2011 року. Уперше в історії США Маккарті було знято з посади спікера внаслідок голосування в Палаті представників 216 (208 демократів, 8 республіканців) голосами проти 210 (усі — республіканців). 25 жовтня 2023 року спікером став Майк Джонсон. До його обрання обов'язки виконував член Палати представників Патрік Мак-Генрі.